# Marly-sur-Arroux
Marly-sur-Arroux ist eine französische Gemeinde mit 297 Einwohnern (Stand: 1. Januar 2022) im Département Saône-et-Loire in der Region Bourgogne-Franche-Comté. Die Gemeinde gehört zum Arrondissement Charolles und zum Kanton Gueugnon (bis 2015: Kanton Toulon-sur-Arroux). 

## Geographie
Marly-sur-Arroux liegt etwa 64 Kilometer westnordwestlich von Mâcon. Umgeben wird Marly-sur-Arroux von den Nachbargemeinden Toulon-sur-Arroux im Norden, Saint-Romain-sous-Versigny im Nordosten, Perrecy-les-Forges im Osten, Oudry im Süden und Südosten, Chassy im Süden und Südwesten, Gueugnon im Südwesten sowie Vendenesse-sur-Arroux im Westen.

## Bevölkerung
| Jahr      | 1962 | 1968 | 1975 | 1982 | 1990 | 1999 | 2006 | 2013 |
| --------- | ---- | ---- | ---- | ---- | ---- | ---- | ---- | ---- |
| Einwohner | 366  | 380  | 340  | 369  | 380  | 361  | 361  | 334  |